# 1954 en journalisme
Cet article présente les faits marquants de l'année 1954 en journalisme.

## Évènements
- Création du journal Le Monde diplomatique[1].